# Jim Cantalupo
James Richard „Jim“ Cantalupo (* 14. November 1943 in Chicago, Illinois, USA; † 19. April 2004 in Orlando, Florida) war Chef des weltgrößten Restaurantkonzerns McDonald’s.
Cantalupo wechselte nach einer achtjährigen Tätigkeit bei Arthur Young 1974 zu McDonald’s, wo er zunächst als Controller arbeitete. 1991 wurde er CEO des Unternehmens und blieb es mit einer kurzen Unterbrechung bis zu seinem Tode. Sein Nachfolger wurde Charlie Bell. Cantalupo war auch Verwaltungsratsvorsitzender des Konzerns.
Er starb am 19. April 2004 an einem Herzinfarkt im Alter von 60 Jahren. 
| Personendaten    | Personendaten                                                     |
| ---------------- | ----------------------------------------------------------------- |
| NAME             | Cantalupo, Jim                                                    |
| ALTERNATIVNAMEN  | Cantalupo, James Richard (vollständiger Name)                     |
| KURZBESCHREIBUNG | US-amerikanischer Manager, Chef des Restaurantkonzerns McDonald’s |
| GEBURTSDATUM     | 14. November 1943                                                 |
| GEBURTSORT       | Chicago, Illinois, USA                                            |
| STERBEDATUM      | 19. April 2004                                                    |
| STERBEORT        | Orlando, Florida, USA                                             |